# Manuel Garrido Martínez
Manuel Garrido Martínez (Santander, Cantabria, 4 de mayo de 1943) es un profesor y político español, exdiputado del Parlamento de Cantabria en varias etapas.

## Biografía
En el pasado fue miembro de Unión de Centro Democrático y de Centro Democrático y Social —cuya delegación cántabra llegó a liderar—, y también estuvo unido al Partido Socialista de Cantabria-PSOE en condición de independiente. Actualmente forma parte del Partido Regionalista de Cantabria, con el que concurrió en las elecciones autonómicas de 2011.